# Varászló
Varászló is een plaats (község) en gemeente in het Hongaarse comitaat Somogy. Varászló telt 181 inwoners (2001).